# Akihito Yamada
Akihito Yamada (山田 章仁 Yamada Akihito?,  nacido en Kioto el 26 de julio de 1985) es un jugador de rugby japonés, que juega de ala para la selección de rugby de Japón y, actualmente (2015) para Western Force en el Super Rugby. También juega para el equipo de Top 14 los Panasonic Wild Knights en su país natal.
Su debut con la selección nacional de Irlanda se produjo en un partido contra Rusia en Colwyn Bay el 15 de noviembre de 2013.
Ha sido seleccionado para la Copa del Mundo de Rugby de 2015. En el partido contra Samoa, que terminó con victoria japonesa 26-5, Akihito Yamada logró el único ensayo de su equipo, pero tuvo que abandonar el terreno de juego tras recibir un golpe en la cabeza, lo que en principio le impide jugar el último partido de la fase de grupos, frente a Estados Unidos.